# 黃敬平
黃敬平（1973年11月15日—），臺灣政治人物、節目主持人、名嘴、記者，以國防軍事及新聞傳媒專業起家從政，中國國民黨籍，籍貫江西興國，國防部中正國防幹部預備學校、中國文化大學新聞系、大陸所碩士畢業，現任桃園市議會議員，在2014年九合一選舉中當選桃園市議會第一屆議員，2018年、2022年順利連任。

## 早年
父親黃邦俊1949年後隨中華民國政府自江西省興國縣遷居台灣；母親黃張香妹為苗栗縣，遷至楊梅、中壢居住，最後定居平鎮。黃敬平畢業自新明國小、新明國中、中正預校（13期），且是文化大學新聞學士、文化大學中山及大陸研究所法學碩士。

## 從政
2014年11月29日，以國民黨籍參加桃園縣改制直轄市以後的首屆直轄市議員（平鎮選區），以第二高票當選。。
2018年11月24日，當選連任。
2019年，挑戰尋求連任的國民黨立委呂玉玲，參加國民黨黨內初選落敗。

## 作品

### 電視節目
- 東森新聞台《關鍵時刻》、《關鍵51區》
- 東森財經新聞台《57健康同學會》、《夢想街57號》
- 中天新聞台《新聞龍捲風》、《新台灣星光大道》、《新聞娛樂通》、《大新聞大爆卦》
- TVBS頻道《國民大會》、《2100全民開講》、《新聞夜總會》
- 緯來綜合台《愛喲我的媽》、《來自星星的事》
- JET綜合台《新聞挖挖哇》
- 衛視中文台《真相Hold得住》
- 年代新聞台《從台灣看全球》、《年代向錢看》
- 非凡新聞台《News金探號》

## 外部連結
- 黃敬平的Facebook專頁
- YouTube上的黃敬平頻道